# モーフルとまほうのペット
モーフルとまほうのペット（My Magic Pet Morphle）は、イギリスで2011年12月15日からYouTubeの公式チャンネル「Morphle TV」で配信されているテレビアニメ。いずれも海外のみだが、Netflix、Apple TV+、Hulu、Disney+などでも配信されている。日本では2021年4月1日からYoutube公式「まほうペット☆モーフル」が開設されてから日本語吹き替え版の動画が投稿されており、その後はAmazon Prime Videoでミラとモーフル・まほうのペットという題名で配信され（声優はYoutube版と同じ）、U-NEXTでは「まほうのペット☆モーフル」という題名で配信され、2024年6月2日からディズニージュニアで放送されている。

## キャラクター
※担当声優はYoutube版とディズニージュニア版。
ミラ
声 - 前迫愛朱佳 / 内山茉莉
ハートの付いたカチューシャを付けたブロンドの女の子。モーフルと一緒に住んでおり、冒険をするときはリーダーとして立ち向かう。
ジョーディ
声 - 不明 / 渡谷美帆
ミラの義理の弟、顔は茶色で緑色のメガネを掛けている。居心地の良い場所が好きで、ミラとモーフルと一緒に冒険の旅に行くこともある。
モーフル
声 - 丹羽正人 / 越後屋コースケ
ミラとジョーディのペット。赤い色をした魔法の妖精で、頭の上に耳があり、とても可愛い目をしているのが特徴。
フェリペ
声 - 上田佳耶

## エピソード
※Youtube版、およびU-NEXT版には題名なし。

### Prime Video版
| #  | 邦題                         | 原題 |
| -- | ---------------------------- | ---- |
| 1  | モーフルのファンタジーレース | ?    |
| 2  | 私の大きな赤いトラック       | ?    |
| 3  | 私の魔法の列車とサラの宝物   | ?    |
| 4  | 仮面のスーパーヒーロー       | ?    |
| 5  | イースタ 交流の卵の絵        | ?    |
| 6  | クラブハウス                 | ?    |
| 7  | ハイプノバンディット         | ?    |
| 8  | 刑務所のミラ                 | ?    |
| 9  | ミラのモーフィング           | ?    |
| 10 | ロボットミラ                 | ?    |
| 11 | モーフルは一人で泣く         | ?    |
| 12 | モーフルオーフル             | ?    |
| 13 | ミラロボットいたずら         | ?    |
| 14 | ミラ・ザ・ベイビー           | ?    |
| 15 | モーフルとオーフルスーツ     | ?    |
| 16 | 恐竜と魔法のタイムマシン     | ?    |
| 17 | 冷凍モーフル                 | ?    |
| 18 | ミラは成長している           | ?    |
| 19 | 私の大きな赤いトラック       | ?    |
| 20 | 恐竜の卵                     | ?    |

### ディズニージュニア版
主にTV用に編集されたもので、アメリカ版のDisney+と同じ内容である。
| #  | 邦題                                          | 原題                                        | 日本放送日     |
| -- | --------------------------------------------- | ------------------------------------------- | -------------- |
| 1  | ごっくんガエル / パパとママのひ               | Gobblefrog / The Perfect Day                | 2024年 6月2日  |
| 2  | きゅうりミステリー / カモフのまほうのともだち | The Cucumber Mystery / Chroma's Magic Match | 2024年 6月2日  |
| 3  | おたのしみゾーン / モーフルボール             | ? / ?                                       | 6月9日         |
| 4  | ?                                             | ?                                           | ?              |
| 5  | ?                                             | ?                                           | ?              |
| 6  | ?                                             | ?                                           | ?              |
| 7  | ?                                             | ?                                           | ?              |
| 8  | ?                                             | ?                                           | ?              |
| 9  | ?                                             | ?                                           | ?              |
| 10 | ?                                             | ?                                           | ?              |
| 11 | ?                                             | ?                                           | ?              |
| 12 | ?                                             | ?                                           | ?              |
| 13 | ?                                             | ?                                           | ?              |
| 14 | ?                                             | ?                                           | ?              |
| 15 | ?                                             | ?                                           | ?              |
| 16 | ?                                             | ?                                           | ?              |
| 17 | テレパピーとハロウィーン / ぶきみなキャンプ   | ?                                           | 2024年10月14日 |
| 18 | ?                                             | ?                                           | ?              |
| 19 | よるの おたのしみ / モーフルしちょう          | ?                                           | 2025年2月11日  |
| 20 | ?                                             | ?                                           | ?              |
| 21 | ゆきとキャットモー / はじめてのパーティー     | ?                                           | 2025年2月11日  |
| 22 | かゆいマフラー / グラグラの は                | ?                                           | 2025年2月11日  |
| 23 | おおぐいチャレンジ / えいがかんで えいが      | ?                                           | 2025年2月11日  |

## 日本語吹き替え版スタッフ
Youtube版
- 翻訳 - 不明
- 演出 - 多部博之[10]

ディズニージュニア版
- 翻訳 - 竹本浩子
- 演出 - 麦島哲也
- 音楽演出 - 島津綾乃
- 録音制作 - HALF H・P STUDIO